# Таубман, Уильям
Уильям Чейз Таубман (англ. William Chase Taubman; род. 1940) — американский политолог и историк, советолог, автор трудов по внутренней и внешней политике СССР и советско-американским отношениям.
Доктор философии (1969), профессор Амхерстского колледжа. Лауреат Пулитцеровской премии 2004 года.

## Биография
Брат — журналист Филип Таубман.
Выпускник Школы наук Бронкса. В 1962 году стал бакалавром Гарвардского университета. Степень магистра получил в Колумбийском университете в 1965 году, там же получил степень PhD по антропологии в 1969 году. В 1965—1966 годах учился по обмену на юридическом факультете МГУ.
В 1975 году преподавал в Йельском университете. Служил в Государственном департаменте США (1970—1971).
С 1967 года профессор Амхерстского колледжа. Зав. кафедрой политических наук колледжа в 1976—1977, 1990—1991 и с 1995 года. Стипендиат Гуггенхайма в 2006 году.
Член правления АЙРЕКС (IREX) (1971—1974), член ряда американских научных ассоциаций и обществ, в том числе Американской ассоциации политических наук (American Political Science Association), Федерации американских учёных (Federation of American Scientists), Американской ассоциации содействия славянским исследованиям (American Association for the Advancement of Slavic Studies).
Лауреат Пулитцеровской премии в номинации «Биографии и автобиографии» за труд 2003 года «Khrushchev: The Man and His Era». Удостоился за него также премии Национального круга книжных критиков в 2003 году. В 2008 году книга издана в России в рамках серии «Жизнь замечательных людей».
По мнению Таубмана «Самое главное, что сделал Хрущёв, — выступил против Сталина и сталинизма и выпустил из тюрем миллионы жертв его террора».
"Очень толковой" называл биографию Горбачева авторства Таубмана историк Владлен Логинов.
Супруга, Джейн Таубман (англ. Jane A. Taubman), как и сам У. Таубман, является профессором, одного с ним колледжа. Она преподаёт русский язык.

## Публикации
- The View From Lenin Hills. Soviet Youth in Ferment (1967)
- Governing Soviet Cities: Burеаucratic Politics and Urban Development in the USSR (1973)
- Stalin’s American Pоlicy: From Entente to Detente to Cold War (1982);
- Moscow Spring (соавтор) (1989)
- William Taubman, Jane Taubman. Moscow Spring. — Summit Books, 1989.
- Khrushchev: The Man and His Era (англ.). — W. W. Norton & Company, 2003. — ISBN 0-393-05144-7.
  - Хрущев = Khrushchev: The Man and His Era (англ.). — 2-е. — М.: Молодая гвардия, 2008. — 850 p. — (Жизнь замечательных людей). — ISBN 5-235-02838-4.
- Gorbachev: His Life and Times (англ.). — W. W. Norton & Company, 2017. — ISBN 978-0-393-64701-3.
  - Горбачёв. Его жизнь и время / Пер. с англ. Т. Азаркович, О. Тихомировой. — М.: АСТ, Corpus, 2019. — 768 с. — ISBN 978-5-17-102301-0.
- Globalism and Its Critics: The American Foreign Policy Debate of the 1960s (1973) (редактор).

## Награды
- Орден Дружбы (28 октября 2009, Россия) — за большой вклад в развитие культурных связей с Российской Федерацией, сохранение и популяризацию русского языка и русской культуры[11].
- Медаль Карла Крамаржа (20 ноября 2009)[12]